# Puente de Runyang
El Puente de Runyang (chino simplificado: 润扬长江大桥; chino tradicional: 潤揚長江大橋; pinyin: Rùnyáng Chángjiāng Dàqiáo) es un complejo de puentes que cruza el río Yangtsé en la provincia china de Jiangsu, río abajo de Nankín. El complejo está compuesto de dos grandes puentes que unen la localidad de Zhenjiang en el banco sur del río con la localidad de Yangzhou al norte. El puente es parte de la Autopista Pekín-Shanghai.
El puente sur es un puente colgante con un vano de 1490 m. Con su inauguración en 2005 pasó a ser el cuarto puente colgante más largo del mundo y el mayor en China. Con la inauguración del Puente Xihoumen en 2007, pasó a ser el segundo más largo de China y el quinto del mundo. Las torres tienen una altura de 215 m sobre el nivel del mar. Los dos vanos de aproximación no son colgantes. El vano principal está compuesto de una estructura con forma de caja de acero aerodinámico ortotrópico  de una profundidad de 3 m. La anchura de la plataforma es de 39,2 m con 6 carriles y un estrecho paso de peatones a cada lado para facilitar el mantenimiento. El gálibo para la navegación marítima es de 50 m.
El puente norte es un puente atirantado con un vano principal de 406 m y con torres de una altura de 150 m sobre el nivel del mar. Entre ambos puentes se encuentra la isla de Siyezhou. La longitud total del complejo de puentes es de aprox. 35,66 km.
La construcción del complejo comenzó en 2000 y se completó antes de lo previsto. El coste total fue de 5.800 millones de yuan (aprox. 450 millones de euros) y se abrió al tráfico el 30 de abril de 2005.
El puente Qiongzhou, otro puente colgante chino en planificación, será mayor que el puente sur del complejo (entre 2 - 2,5 km).